# Voïvodie de Smolensk
1611–1654
Entités précédentes :
- Tsarat de Russie

Entités suivantes :
- Tsarat de Russie

La voïvodie de Smolensk (en latin : Palatinatus smolencensis, en biélorusse : Смале́нскае ваяво́дзтва, en polonais : Województwo smoleńskie, en lituanien : Smolensko vaivadija) était une unité de division administrative et de gouvernement local du grand-duché de Lituanie et plus tard de la république des Deux Nations.
Le territoire de Smolensk faisait partie du grand-duché de Lituanie depuis 1404, mais la voïvodie en tant que telle n'a été érigée qu'en 1508. À peine six ans plus tard, en 1514, elle fut perdue face au grand-duché de Moscou lors de la quatrième guerre russo-lituanienne (en). Le territoire de Smolensk a ensuite été repris par la Pologne-Lituanie en 1611, pendant la guerre polono-moscovite de 1605–18, et perdu de nouveau en 1654 lors de la guerre russo-polonaise de 1654–67.  
Même sous contrôle russe, la Pologne-Lituanie continuait de revendiquer la région de Smolensk comme voïvodie titulaire : il s'agissait d'une voïvodie dite « fictive », dont le dernier évêque a été nommé au moment des partages de la Pologne.
La capitale de la voïvodie et le siège de son gouverneur (voïvode) était à Smolensk. Elle était subdivisée en deux powiats : Smolensk et Starodoub. La période où la voïvodie de Smolensk appartenait à la Pologne-Lituanie correspond à celle de la plus grande extension territoriale de la République. 